# Desa Berbek (administrativ by i Indonesien, lat -7,66, long 111,86)
Desa Berbek är en administrativ by i Indonesien.   Den ligger i provinsen Jawa Timur, i den västra delen av landet, 600 km öster om huvudstaden Jakarta.